# Szaleństwa panny Ewy (serial telewizyjny)
Szaleństwa panny Ewy – polski miniserial telewizyjny z 1983 roku, zrealizowany na podstawie powieści Kornela Makuszyńskiego pod tym samym tytułem (napisanej w 1940 roku, a wydanej w 1957 roku).
Wraz z wersją telewizyjną wyprodukowano też wersję kinową pod tym samym tytułem.

## Treść
Rok 1932. Bakteriolog, doktor Tyszowski, musi wyjechać do Chin, gdzie wybuchła epidemia. Pozostawia swoją córkę Ewę pod opieką państwa Szymbartów. Dziewczyna nie mogąc porozumieć się z opiekunami, decyduje się na ucieczkę. Na swojej drodze napotyka młodego malarza Zawidzkiego.

## Obsada
- Dorota Grzelak – Ewa Tyszowska
- Emilian Kamiński – malarz Jerzy Zawidzki
- Zdzisław Kozień – Stanisław Mudrowicz
- Anna Milewska – Klementyna Zawidzka
- Anna Seniuk – Szymbartowa
- Ewa Wencel – Basia Zawiłowska
- Bogdan Baer – Wacław Szymbart
- Igor Kujawski – malarz Rogalik
- Piotr Fronczewski – dr Hieronim Tyszowski
- Leon Niemczyk – Pan Zawiłowski
- Barbara Rachwalska – ciotka Aniela Halicka

## Tytuły odcinków
- odcinek 1 – Pieskie życie
- odcinek 2 – W jaskini potwora
- odcinek 3 – Mur graniczny